# Wapen van de Britse Maagdeneilanden

Het wapen van de Britse Maagdeneilanden

Het wapen van de Britse Maagdeneilanden is in gebruik sinds 15 november 1960. Het is ook terug te vinden op de vlag van de Britse Maagdeneilanden.

## Beschrijving
Op een groen schild staat een vrouw afgebeeld die in haar hand een lamp vasthoudt, met daar omheen nog elf lampen. Dit moet het verhaal van Ursula van Keulen voorstellen. Het verhaal is dat toen Christoffel Columbus in 1493 voor het eerst aankwam op de eilanden het gebied hem aan dit verhaal deed denken.
Onderaan het wapen staat het nationale motto in het Latijn: "Vigilate" ("wees waakzaam").
Antigua en Barbuda · Aruba · Bahama's · Barbados · Belize · Canada · Costa Rica · Cuba · Curaçao · Dominica · Dominicaanse Republiek · El Salvador · Grenada · Guatemala · Haïti · Honduras · Jamaica · Mexico · Nicaragua · Panama · Saint Kitts en Nevis · Saint Lucia · Saint Vincent en de Grenadines · Sint Maarten · Trinidad en Tobago · Verenigde Staten
Afhankelijke gebieden

Amerikaanse Maagdeneilanden · Anguilla · Bermuda · Britse Maagdeneilanden · Groenland · Guadeloupe · Kaaimaneilanden · Martinique · Montserrat · Navassa · Puerto Rico · Saint-Pierre en Miquelon · Turks- en Caicoseilanden